# Niccolò Canepa

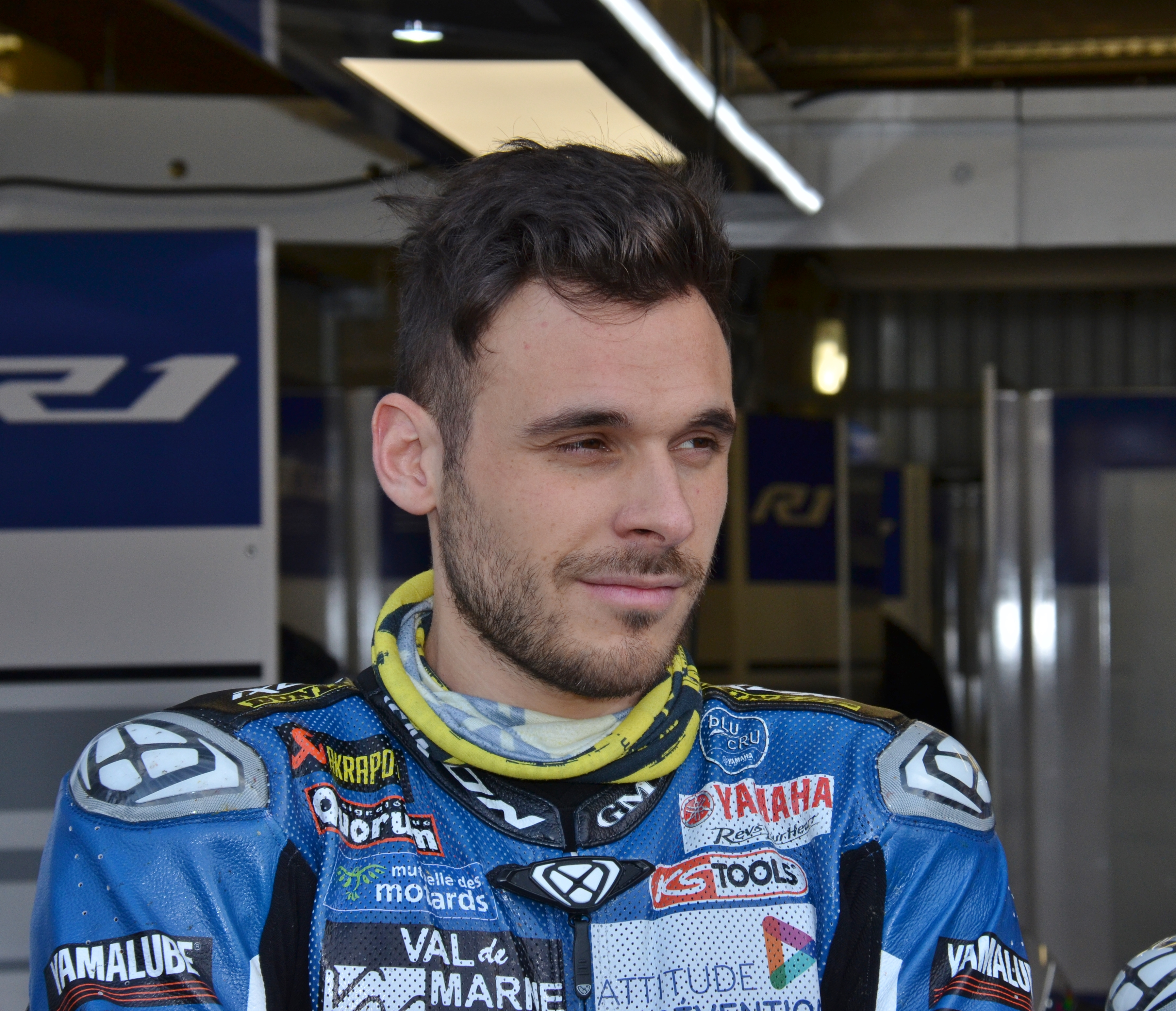
Niccolò Canepa in 2017.

Niccolò Canepa (Genua, 14 mei 1988) is een Italiaans motorcoureur. In 2007 werd hij kampioen in de FIM Superstock 1000 Cup.

## Carrière
Canepa nam in 2002 en 2003 deel aan drie races van het Italiaans kampioenschap Supersport. In 2004 reed hij in een aantal races van het Italiaans kampioenschap Superstock, waarin hij twee punten scoorde. Ook reed hij dat jaar drie races in het Europees kampioenschap Superstock 1000. In 2005 reed hij een volledig seizoen in het Italiaans kampioenschap Supersport op een Kawasaki, waarin hij met 36 punten als negende eindigde. Hiernaast reed hij in het European Superstock 600 Championship, waarin hij met drie podiumfinishes vierde werd achter Claudio Corti, Yoann Tiberio en Maxime Berger. Ook debuteerde hij dat jaar in het wereldkampioenschap Supersport op een Kawasaki in de laatste drie races als vervanger van Cristiano Migliorati en behaalde hierin een punt met een vijftiende plaats op Imola.
In 2006 reed Canepa opnieuw in zowel het Italiaans kampioenschap Supersport en het EK Superstock 600, maar ditmaal op een Ducati. In de Supersport behaalde hij een podiumfinish op het Circuito Internazionale Santamonica en werd hij met 60 punten vijfde. In het EK won hij drie races op Silverstone, het TT-Circuit Assen en de Lausitzring en werd hij met 151 punten tweede achter Xavier Siméon. In 2007 stapte hij over naar de FIM Superstock 1000 Cup, de opvolger van het EK Superstock 1000, voor het opleidingsteam van Ducati. Hij won twee races op Donington Park en Brands Hatch en stond in vier andere races op het podium. Met 161 punten werd hij gekroond tot kampioen in de klasse; hij had slechts vier punten voorsprong op Claudio Corti en acht punten voorsprong op Matteo Baiocco. Vanwege zijn prestatie werd hij in 2008 aangesteld als testcoureur voor het MotoGP-team van Ducati. Ook mocht hij dat jaar debuteren in het wereldkampioenschap superbike als wildcardcoureur tijdens de race op Brno; in de eerste race werd hij dertiende, maar in de tweede race kwam hij niet aan de finish.

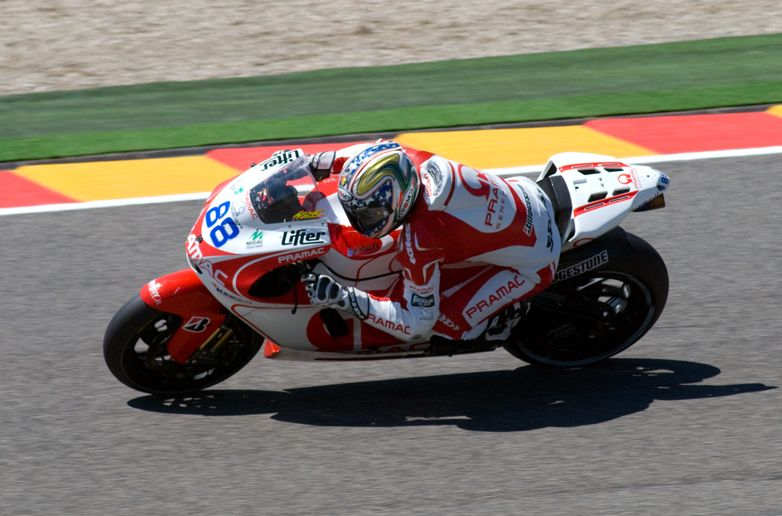
Niccolò Canepa op het Circuit Mugello in 2009.

In 2009 maakte Canepa zijn debuut in het wereldkampioenschap wegrace in de MotoGP bij Pramac Racing, het satellietteam van Ducati. Hij eindigde dat jaar tweemaal in de top 10 in de races, met een achtste plaats in Groot-Brittannië als beste resultaat. Tijdens de trainingen voor de Grand Prix van Australië raakte hij echter geblesseerd, waardoor hij een huidtransplantatie moest ondergaan en de laatste drie races van het seizoen moest missen; hij werd hierin vervangen door Aleix Espargaró. Met 38 punten werd hij zestiende in het kampioenschap. In 2010 deed hij een stap terug naar de nieuwe Moto2-klasse, waarin hij op een Force GP reed. Een zeventiende plaats in Frankrijk was hierin zijn beste resultaat. Na de race in Tsjechië, waarin zijn team overstapte naar een Suter, verliet dit team het kampioenschap. Hierop stapte Canepa over naar een nieuw team dat met een Bimota reed, maar na de races in San Marino en Aragón werd hij vervangen door Hiromichi Kunikawa.
In 2011 keerde Canepa terug naar de FIM Superstock 1000 Cup, waarin hij op een Kawasaki reed. Hij behaalde drie podiumplaatsen op Silverstone, de Nürburgring en het Autodromo Enzo e Dino Ferrari en werd met 109 punten vijfde in de eindstand. Ook reed hij in drie races van het Italiaans kampioenschap Superstock, waarin hij een podiumplaats behaalde. In 2012 reed hij zijn eerste volledige seizoen in het WK superbike op een Ducati. Hij behaalde zijn beste resultaat met een zevende plaats in Moskou. Tijdens de vrije trainingen van de daaropvolgende race in Nürburg brak hij zijn rechterbeen op meerdere plaatsen na een val, waardoor hij de rest van het seizoen moest missen. Met 42,5 punten werd hij twintigste in de eindstand. In 2013 reed hij weer in de FIM Superstock 1000 Cup op een Ducati. Hij behaalde zes podiumplaatsen, maar wist geen races te winnen, en werd zo met 154 punten tweede in het kampioenschap achter Sylvain Barrier. Ook reed hij dat jaar in twee weekenden van het WK superbike: op Donington deed hij mee als wildcardcoureur, terwijl hij op 2013 de geblesseerde Carlos Checa verving.
In 2014 reed Canepa wederom als vaste coureur in het WK superbike op een Ducati. Zijn beste resultaten waren vier tiende plaatsen, die hij behaalde op Phillip Island, Assen (tweemaal) en Magny-Cours, waardoor hij met 73 punten dertiende werd. Ook kwam hij in aanmerking voor de nieuwe EVO-klasse, waarin hij achter David Salom tweede werd. In 2015 begon hij het seizoen op een EBR. Na het vierde weekend op Assen ging de fabrikant failliet en kon het team niet meer deelnemen aan de klasse. Hierop stapte Canepa over naar een Kawasaki als vervanger van Christophe Ponsson. Hij reed drie weekenden voor dit team, voordat hij het seizoen afmaakte op een Ducati als vervanger van Nicolás Terol. Op deze laatste motor behaalde hij zijn beste resultaten, met een zevende plaats op Magny-Cours als hoogtepunt. Met 55 punten werd hij zestiende in de eindstand.
In 2016 maakte Canepa de overstap naar het FIM Endurance World Championship (EWC), waarin hij een Yamaha deelde met Louis Rossi en David Checa. Het team won twee races en werd tweede in de eindstand. Ook reed hij in enkele races van de FIM Superstock 1000 Cup als vervanger van Florian Marino en behaalde hierin een podiumplaats op Donington Park. Dat jaar keerde hij tevens terug in het WK superbike, waarin hij in de races op Misano en Laguna Seca inviel voor de geblesseerde Sylvain Guintoli. Hij eindigde in alle races in de top 10, met een zevende plaats in zijn eerste race als beste resultaat. Tot slot debuteerde hij dat seizoen in het Italiaans kampioenschap superbike, waarin hij in vier races driemaal op het podium eindigde en zo met 58 punten tiende werd.
In 2017 was Canepa wederom actief in het EWC bij Yamaha. Zijn team, dat naast hem bestond uit David Checa en Mike Di Meglio, won drie van de vijf races en werd zo kampioen in de klasse. Canepa werd hiermee de eerste Italiaan die deze klasse wist te winnen. Een van de overwinningen werd behaald in de Bol d'Or, waarmee hij tevens de eerste Italiaan was die deze race won. In 2018 reed hij wederom in dit kampioenschap en werd hij vierde. Dat jaar reed hij tevens in de weekenden op Donington en Misano van het WK superbike als wildcardcoureur op een Yamaha; hij kwam alleen in het laatste weekend tot scoren met een twaalfde en dertiende plaats in de races.
In 2019 keerde Canepa terug in het WK wegrace, waarin hij deelnam aan de nieuwe MotoE-klasse. Zijn beste resultaat was dat jaar een vierde plaats in de tweede race in San Marino. Met 46 punten werd hij negende in de eindstand. In 2020 bleef hij actief in de klasse en was wederom een vierde plaats zijn beste klassering, die hij ditmaal behaalde in de tweede race in Emilia-Romagna. Met 51 punten werd hij opnieuw negende in het kampioenschap. In 2021 keerde hij terug naar het EWC en nam hij daarnaast deel aan een raceweekend van het Italiaans kampioenschap superbike op het Circuit Mugello, waarin hij een podiumplaats behaalde.
In 2022 keerde Canepa terug naar de MotoE. In de tweede race in Frankrijk behaalde hij zijn eerste podiumplaats in de klasse. Daarnaast nam hij deel aan een volledig seizoen van het Italiaans kampioenschap superbike op een Yamaha.

## Statistieken

### Grand Prix

#### Per seizoen
| Seizoen | Klasse | Motor    | Team                     | Races | Winst | Podiums | Poles | SR | Ptn   | Pos |
| ------- | ------ | -------- | ------------------------ | ----- | ----- | ------- | ----- | -- | ----- | --- |
| 2009    | MotoGP | Ducati   | Pramac Racing            | 14    | 0     | 0       | 0     | 0  | 38    | 16e |
| 2010    | Moto2  | Force GP | RSM Team Scot            | 8     | 0     | 0       | 0     | 0  | 0     | NC  |
| 2010    | Moto2  | Suter    | RSM Team Scot            | 1     | 0     | 0       | 0     | 0  | 0     | NC  |
| 2010    | Moto2  | Bimota   | M Racing                 | 2     | 0     | 0       | 0     | 0  | 0     | NC  |
| 2019    | MotoE  | Energica | LCR E-Team               | 6     | 0     | 0       | 0     | 0  | 46    | 9e  |
| 2020    | MotoE  | Energica | LCR E-Team               | 7     | 0     | 0       | 0     | 0  | 51    | 9e  |
| 2022    | MotoE  | Energica | WithU GRT RNF MotoE Team | 12    | 0     | 1       | 0     | 0  | 94,5  | 7e  |
| Totaal  | Totaal | Totaal   | Totaal                   | 50    | 0     | 1       | 0     | 0  | 229,5 |     |

#### Per klasse
| Klasse | Seizoenen                  | 1e GP                      | 1e podium                  | 1e winst                   | Races | Winst | Podiums | Poles | SR | Ptn   | Kampioen |
| ------ | -------------------------- | -------------------------- | -------------------------- | -------------------------- | ----- | ----- | ------- | ----- | -- | ----- | -------- |
| MotoGP | 2009                       | Qatar 2009                 |                            |                            | 14    | 0     | 0       | 0     | 0  | 38    | 0        |
| Moto2  | 2010                       | Qatar 2010                 |                            |                            | 11    | 0     | 0       | 0     | 0  | 0     | 0        |
| MotoE  | 2019-2020, 2022            | Duitsland 2019             | Frankrijk 2022 R2          |                            | 25    | 0     | 1       | 0     | 0  | 191,5 | 0        |
| Totaal | 2009-2010, 2019-2020, 2022 | 2009-2010, 2019-2020, 2022 | 2009-2010, 2019-2020, 2022 | 2009-2010, 2019-2020, 2022 | 50    | 0     | 1       | 0     | 0  | 229,5 | 0        |

#### Races per jaar
(vetgedrukt betekent pole positie; cursief betekent snelste ronde)
| Jaar | Klasse | Motor    | 1       | 2       | 3      | 4      | 5      | 6        | 7       | 8      | 9        | 10      | 11     | 12      | 13     | 14     | 15      | 16  | 17  | Pos | Ptn  |
| ---- | ------ | -------- | ------- | ------- | ------ | ------ | ------ | -------- | ------- | ------ | -------- | ------- | ------ | ------- | ------ | ------ | ------- | --- | --- | --- | ---- |
| 2009 | MotoGP | Ducati   | QAT 17  | JPN 14  | SPA 16 | FRA 15 | ITA 9  | CAT 16   | NED 14  | VST 12 | DUI 12   | GBR 8   | TSJ 12 | INP DNF | SMR 13 | POR 13 | AUS DNS | MAL | VAL | 16  | 38   |
| 2010 | Moto2  | Force GP | QAT 27  | SPA DNF | FRA 17 | ITA 28 | GBR 16 | NED 24   | CAT DNF | DUI 20 |          |         |        |         |        |        |         |     |     | NC  | 0    |
| 2010 | Moto2  | Suter    |         |         |        |        |        |          |         |        | TSJ 28   | INP     |        |         |        |        |         |     |     | NC  | 0    |
| 2010 | Moto2  | Bimota   |         |         |        |        |        |          |         |        |          |         | SMR 28 | ARA 26  | JPN    | MAL    | AUS     | POR | VAL | NC  | 0    |
| 2019 | MotoE  | Energica | DUI 12  | OOS 8   | SMR1 5 | SMR2 4 | VAL1 6 | VAL2 DNF |         |        |          |         |        |         |        |        |         |     |     | 9   | 46   |
| 2020 | MotoE  | Energica | SPA 13  | AND 5   | SMR 11 | EMI1 6 | EMI2 4 | FRA1 DNF | FRA2 7  |        |          |         |        |         |        |        |         |     |     | 9   | 51   |
| 2022 | MotoE  | Energica | SPA1 11 | SPA2 9  | FRA1 8 | FRA2 3 | ITA1 6 | ITA2 6   | NED1 7  | NED2 5 | OOS1 DNF | OOS2 12 | SMR1 6 | SMR2 6  |        |        |         |     |     | 7   | 94,5 |